# Grandcourt (Somme)
Grandcourt ist eine nordfranzösische Gemeinde mit 177 Einwohnern (Stand 1. Januar 2022) im Département Somme in der Region Hauts-de-France. Die Gemeinde gehört zum Kanton Albert und ist Teil der Communauté de communes du Pays du Coquelicot.

## Geographie
Die Gemeinde liegt rund 10 km nördlich von Albert am linken Ufer des Flüsschens Ancre, an der diesem von Grandcourt an aufwärts folgenden Départementsstraße D151 und an der beim Pont des Poilus etwas unterhalb des Orts auf das linke Flussufer wechselnden Bahnstrecke Paris–Lille.

## Geschichte
Die Gemeinde erhielt als Auszeichnung das Croix de guerre 1914–1918.

## Einwohner
| 1962 | 1968 | 1975 | 1982 | 1990 | 1999 | 2006 | 2010 |
| ---- | ---- | ---- | ---- | ---- | ---- | ---- | ---- |
| 211  | 194  | 180  | 190  | 185  | 176  | 167  | 188  |

## Verwaltung
Bürgermeister (maire) ist seit 2001 Marcel Herbet.

## Sehenswürdigkeiten
- Kirche Saint-Rémi, nach Kriegszerstörung 1927 wieder aufgebaut
- Mehrere britische Soldatenfriedhöfe